# Beta glucano

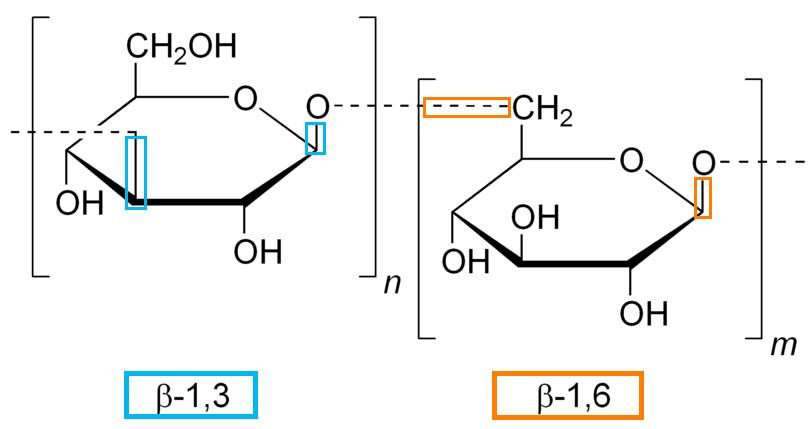
Diagrama que muestra la orientación y la ubicación de diferentes vínculos de los beta-glucanos.

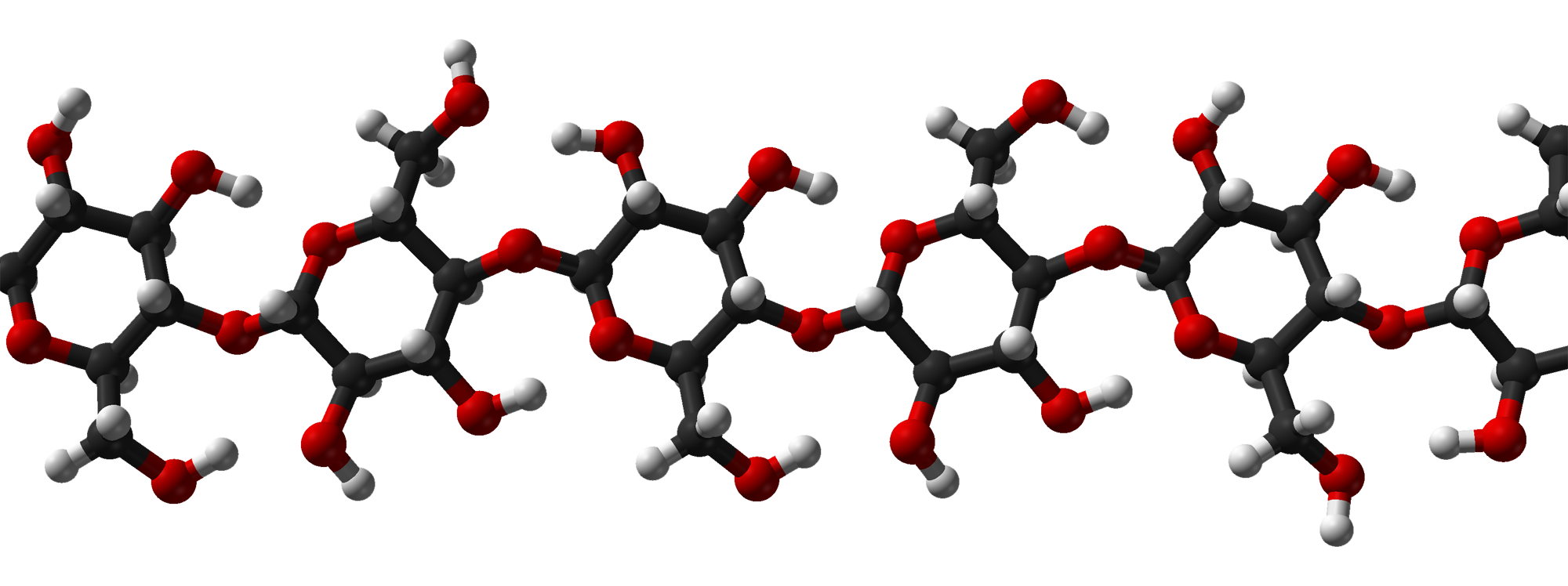
Estructura tridimensional de celulosa, un β-1, 4 glucano.

Los β-glucanos (beta-glucanos) son polisacáridos de monómeros D-glucosa ligados con enlaces glucosídicos. Los beta-glucanos son un grupo muy diverso de moléculas que pueden variar en relación con su masa molecular, solubilidad, viscosidad, y configuración tridimensional. Normalmente, se presentan como celulosa en las plantas, el salvado de los granos de cereales como la cebada y avena, la pared celular de la levadura del panadero, algunos hongos, setas y bacterias. Algunas formas de beta-glucanos son útiles en la nutrición humana como agentes de textura y como suplementos de fibra soluble, pero pueden ser problemáticos en el proceso de elaboración de la cerveza. 
Levaduras, hongos medicinales son derivados de beta-glucanos notables por su capacidad para modular el sistema inmunitario. Investigaciones han demostrado que beta-glucanos insolubles (1,3 / 1,6), tienen mayor actividad biológica que sus homólogos beta-glucanos solubles (1,3 / 1,4). Las diferencias entre los enlaces de beta-glucano y su estructura química, en relación con la solubilidad, el modo de acción, y la actividad biológica en general son muy importantes.

## Información general

Glucanos son polisacáridos que sólo contienen glucosa como componentes estructurales, y están vinculados con enlaces glucosídicos β. 
En general, se distingue entre enlaces α- y β-glucosídicos dependiendo de si los grupos sustituyentes de los carbonos que flanquean el oxígeno del anillo están apuntando en la misma dirección o contraria en la forma estándar de elaboración de los azúcares. Un vínculo α-glucosídico de D-azúcar deriva de un plano inferior de azúcares, el hidróxido (u otro grupo sustituyente) deriva de otros puntos de carbono por encima del plano (configuración opuesta), mientras que un vínculo β-glucosídico emana por encima del dicho plano.
Los números 1,4 y 6 identifican los átomos de carbono en cada extremo del enlace glucosídico. La numeración se inicia junto al oxígeno del anillo (véase la glucosa). 
Ejemplos de beta glucanos incluyen:
| Nombre          | Enlace glucosídico | Notas                          |
| --------------- | ------------------ | ------------------------------ |
| celulosa        | β-1,4              |                                |
| curdlano        | β-1,3              |                                |
| laminarina      | β-1,3 y β-1,       |                                |
| crisolaminarina | β-1,3              |                                |
| lentinano       | β-1,6:β-1,3        | aislado de Lentinula edodes    |
| liquenina       | β-1,3 y β-1,4      |                                |
| pleurano        | β-1,3 y β-1,6      | aislado de Pleurotus ostreatus |
| zimosano        | β-1,3              |                                |

## Química de los Beta-glucanos

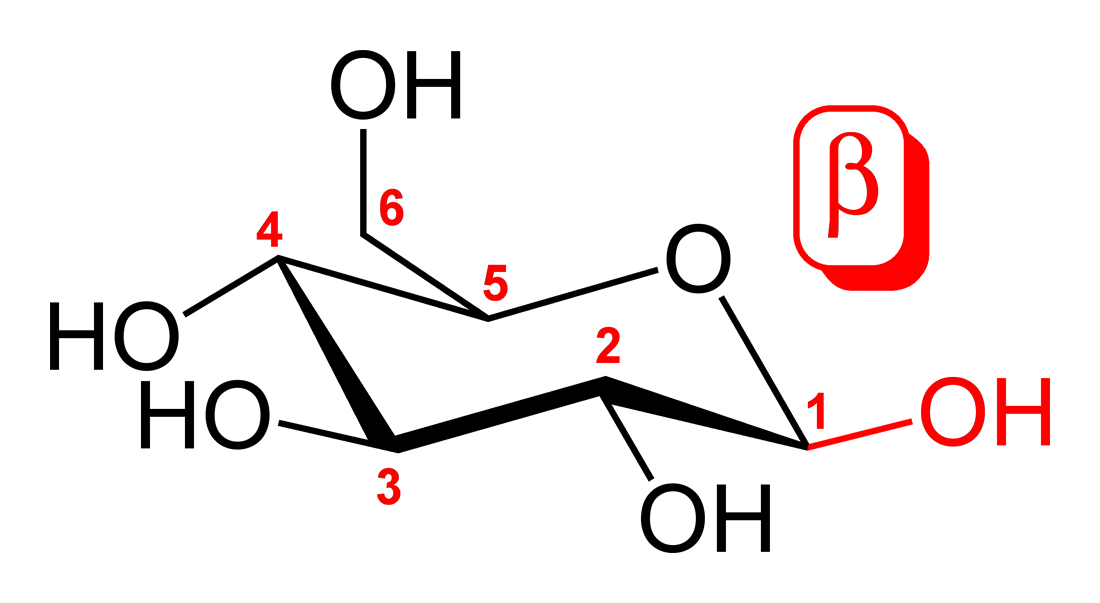
Molécula de glucosa, visualización de la numeración de los carbonos y la numeración beta.

Por definición, los beta-glucanos son cadenas de D-polisacáridos de glucosa, unidas por enlaces glucosídicos tipo beta. Estos anillos D-glucosa de seis caras pueden ser conectados unos a otros, en una variedad de posiciones en la estructura del anillo de D-glucosa. Algunos compuestos de beta-glucano, se repiten continuamente debido a la unión de D-glucosa en posiciones específicas. Un ejemplo de esto sería la celulosa. La celulosa se compone de una larga cadena de moléculas de D-glucosa, unidas unas a otras, una y otra vez, en la posición beta (1,4). 
Sin embargo, los beta-glucanos pueden ser más diversos que moléculas como la celulosa. Por ejemplo, una molécula de beta-glucano puede estar compuesta de unidades repetidas de D-glucosa unidas con enlaces glucosídicos beta, pero tienen ligaciones laterales de cadenas de glucosa unidas a otras posiciones de la cadena principal de D-glucosa. Estas pequeñas cadenas laterales pueden ser separadas de la "columna vertebral" del beta-glucano (en el caso de la celulosa, la columna vertebral serían cadenas de D-glucosa unidas en la posición (1,4)) y en otras posiciones como la 3 y 6. Además, estas cadenas laterales pueden ser conectadas a otros tipos de moléculas, como las proteínas. Un ejemplo de un beta-glucano que se ha unido a proteínas sería el Polisacárido-K. 
La forma más activa de los beta-glucanos son los que integran unidades de D-glucosa unidas unas a otras en la posición (1,3) con cadenas laterales de D-glucosa unidas a la posición (1,6). Estas son referidas como beta - 1,3/1,6 glucano. Algunos investigadores han sugerido que es la frecuencia, la ubicación, y la longitud de la cadena lateral en lugar de la columna vertebral de beta glucanos que determinan su actividad del sistema inmune. Otra variable es el hecho de que algunos de estos compuestos contienen una única cadena de filamentos, mientras que las columnas vertebrales de otros 1,3 beta-glucanos existen en forma de cadenas hélice dobles y triples. En algunos casos, las proteínas vinculadas a la columna vertebral del beta (1,3) glucano también pueden estar involucrado en actividades terapéuticas. 
Aunque estos compuestos tengan un potencial interesante para la mejoría del sistema inmunitario, se debe enfatizar que la investigación está todavía en el inicio. Hay opiniones diferentes sobre qué peso molecular, forma, estructura, y fuente de beta (1,3) glucanos proporcionan el mayor beneficio terapéutico.
Los beta-glucanos son hidrolizados enzimáticamente mediante las enzimas Beta glucanasas

## Fuentes de Beta-glucano en la naturaleza

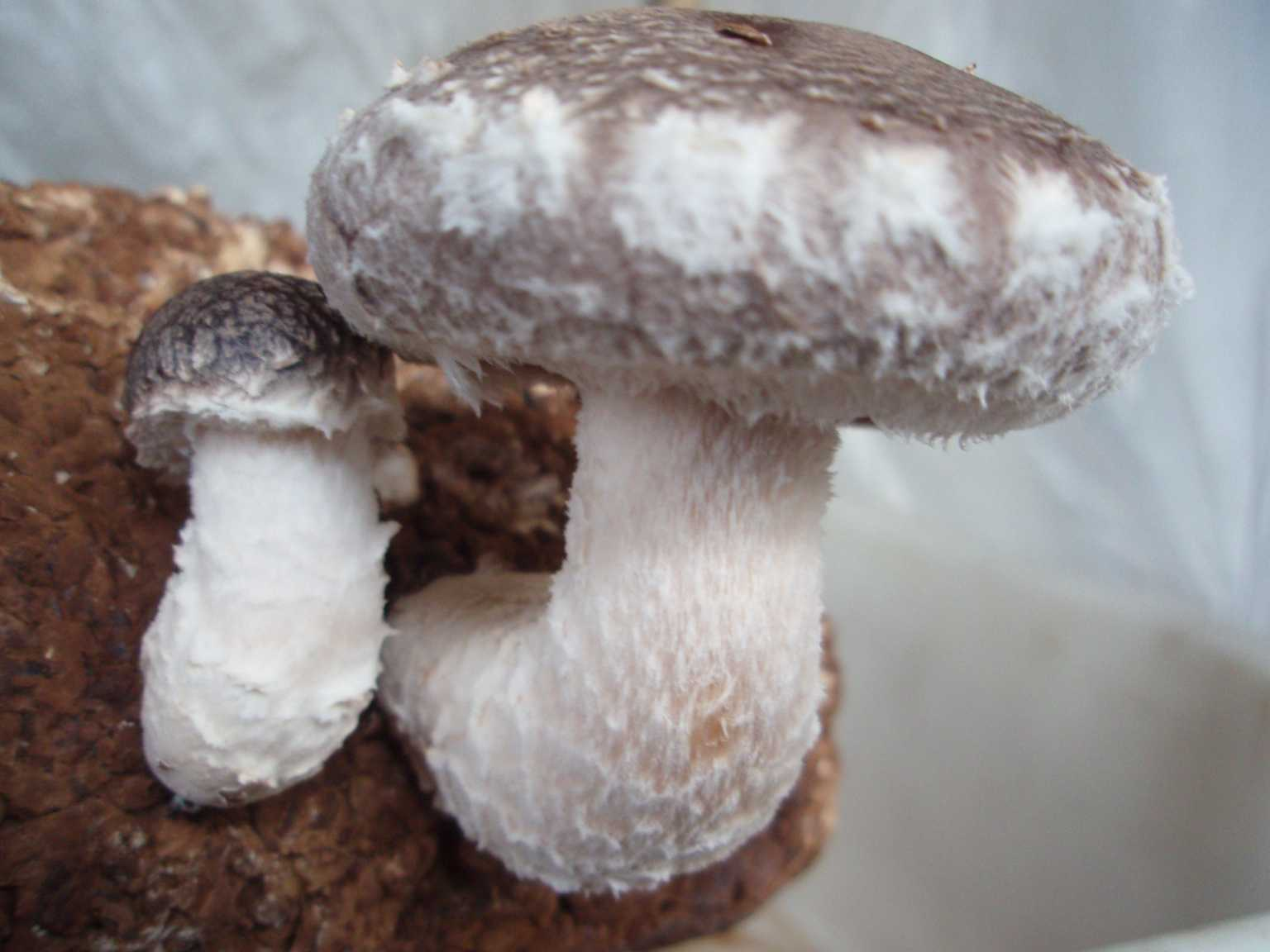
Algunos hongos, como el Shiitake, contienen grandes cantidades de beta-glucanos.